# Wendy Kilbourne
Wendy Kilbourne, född 29 juni 1964 i Los Angeles, Kalifornien, är en amerikansk skådespelare och advokat. 
Kilbourne är kanske främst känd i Sverige för sina roller som Constance Hazard i Nord och Syd samt radiostationsägarinnan Devon King i En röst i natten. Hon är gift med sin motspelare i Nord och Syd James Read, paret har två barn och hon är numera verksam som advokat.

## Filmografi i urval
- 1985 - Nord och Syd (Book I)
- 1986 - Nord och Syd (Book II)
- 1987 - Ingenting gemensamt
- 1988-1990 - En röst i natten (TV-serie)
- 1989 - Gott nytt år!
- 1994 - Nord och Syd (Book III)